# Boystown (weboldal)
Boystown gyermekpornográf tartalmakat megosztó weboldal volt, amelyet a Tor hálózaton keresztül, rejtett szolgáltatásként működtettek. 2021 májusában a weboldal az egyik legnagyobb nemzetközi darknet platformnak számított, ahol gyermekpornográfiát tároltak. Ekkoriban a weboldalnak 400 000 regisztrált felhasználója volt.

## Történelme
A Boystown 2019 óta létezett. A német rendőrséget először 2017 decemberében egy névtelen bejelentés értesítette a gyermekpornográfiai hálózat létezéséről. Az ez által elindult több hónapnyi nyomozás végeredménye, hogy 2021-ben sikerült leállítani ezt a platformot.

## Fordítás
- Ez a szócikk részben vagy egészben  a   Boystown (website) című angol Wikipédia-szócikk ezen változatának fordításán alapul.  Az eredeti cikk szerkesztőit annak laptörténete sorolja fel. Ez a jelzés csupán a megfogalmazás eredetét és a szerzői jogokat jelzi, nem szolgál a cikkben szereplő információk forrásmegjelöléseként.